# Michelle Collins
Michelle Collins, född den 12 februari 1971 i Panamakanalzonen, är en amerikansk före detta friidrottare som tävlade i kortdistanslöpning.
Collins deltog vid VM 1993 i Stuttgart där hon blev utslagen i semifinalen på 400 meter. Hon deltog även vid VM 1999 och blev åter utslagen i semifinalen på 400 meter. Vid Panamerikanska spelen 1999 blev hon silvermedaljör på både 400 meter och i stafetten över 4 x 400 meter. 
Hon deltog vid Olympiska sommarspelen 2000 men blev utslagen redan i försöken på 400 meter. Även vid VM 2001 blev hon utslagen i semifinalen på 400 meter.
Vid inomhus-VM 2003 vann hon ursprungligen guld på 400 meter men stängdes sedan av i fyra år för dopingbrott. Segern tillföll i stället Muriel Hurtis-Houairi.

## Personliga rekord
- 400 meter - 50,11